# Bythites islandicus
Bythites islandicus is een straalvinnige vissensoort uit de familie van naaldvissen (Bythitidae). De wetenschappelijke naam van de soort is voor het eerst geldig gepubliceerd in 1973 door Nielsen & Cohen.